# Alphonse Alley
Pour l’article ayant un titre homophone, voir Alphonse Allais.
Pour les articles homonymes, voir Alley.
Alphonse Alley, né le 9 avril 1930 à Bassila et mort le 28 mars 1987 à Cotonou, est un officier de l'armée et homme d'État béninois. Il est chef de l'État du 21 décembre 1967 au 17 juillet 1968.

## Biographie
Alphonse Alley naît le 9 avril 1930 à Bassila au Dahomey (actuel Bénin). Il est officier de l'armée. À la suite d'un coup d'État organisé le 17 décembre 1967 par un groupe de jeunes officiers, il devient président de la République du 21 décembre 1967 au 17 juillet 1968.
Il meurt le 28 mars 1987 à Cotonou. Il est enterré à Bassila dans son propre mausolée. Il est un citoyen respecté ; une cérémonie a été tenue en avril 2012 pour marquer le 25e anniversaire de son décès[réf. souhaitée].

## Distinctions et décorations
- Chevalier de l'ordre national du Dahomey (1963)[4].
- Grand-croix de l'ordre national du Dahomey, de droit en qualité de président de la République et grand maître de l'ordre (1968)[n 1],[n 2].